# 北郷持久
北郷 持久（ほんごう もちひさ）は、室町時代中期の日向の武将。北郷氏5代当主。4代当主北郷知久の嫡男。都城領主であったが大覚寺義昭事件に連座し都城を追われた。

## 生涯
正長元年（1428年）、室町幕府3代将軍足利義満の子である大覚寺義昭は6代将軍の座を巡るくじ引きに敗れ、6代将軍には義昭の兄である義教が就任した。その後、義昭は京を出奔し各地を転々とした後、従僧源澄の出身地であり、その兄鬼束久次の住む日向国島津荘内中郷に逃れた。義教は義昭を捕縛するよう全国に指令したが、鬼束久次の主で当地を領していた持久は義昭の滞在を黙認していた。しかし、幕府のお尋ね者である義昭をいつまでも置いておくわけにもいかず、同じ日向櫛間（現在の宮崎県串間市）地頭野辺氏のもとへ義昭を移らせたが、義昭が日向に潜伏していることを義教が知るところとなり、義教はその殺害を日向守護島津忠国に指令した。忠国は幕府の命には逆らえず、持久、樺山孝久、新納忠続、本田重恒、肝付兼忠の五将と、忠国の重臣山田忠尚などの軍勢を櫛間に派遣し義昭の居る永徳寺を包囲したので、嘉吉元年（1441年）に義昭は自害し、その首級は京へ送られた。義教は大変喜び、褒賞として五将に銘刀一腰を与え、忠国には銘刀一腰のほかに腹巻一領と青馬一頭を添えて与えた。
ところが8代将軍足利義政の代になると、義昭を匿っていたという過去の責任が問われることになり、持久に逃亡幇助の責任が負わされることになった。持久の申し開きは認められず、幕府は禰寝氏などに持久追討の指令を下した。享徳2年（1453年）、事態を憂慮した忠国は持久から都之城を没収し、三俣院高城に閉居を命じた。高城は和田氏の居城であり持久の室は和田氏の出身である。持久は和田氏の食客のような身分で高城で謹慎した。
寛正6年（1465年）、閉居を許された持久は荘内古江村の薩摩迫に移り、応仁2年（1468年）に安永城を築き居城とした。持久の在命中は北郷氏の本拠地である都城に復帰することはかなわず、文明8年（1476年）、子の6代当主敏久の代になってようやく旧領都城を回復することができた。